# Anneliese Fromont
Pour les articles homonymes, voir Fromont (homonymie).
Anneliese Fromont est une actrice et directrice artistique française.
Notamment active dans le doublage, elle est la voix française régulière de Kate Winslet et Julie Benz ainsi qu'entre autres une des voix de Sandra Bullock, Eva Birthistle, Sandrine Holt, Charlize Theron, Penélope Cruz, Salma Hayek, Heather Graham et Naomi Watts.

## Théâtre
- 1994-1995 : Portraits de femme en bleu de Céline Monsarrat, mise en scène Hervé Icovic, Espace Kiron
- 2006 : La Maison de Bernarda Alba de Federico García Lorca, mise en scène Guillaume Bouchède, théâtre du Nord-Ouest
- 2010 : Le Prince travesti de Marivaux, mise en scène Thierry Jahn, Montreuil
- 2015 : Phèdre de Jean Racine, mise en scène Jean-Luc Jeener, théâtre du Nord-Ouest

## Doublage
Les dates en italique correspondent aux sorties initiales des films dont Anneliese Fromont a assuré le redoublage ou le doublage tardif.

### Cinéma

#### Films
- Kate Winslet[1] dans (19 films) :
  - Hamlet (1996) : Ophelia
  - Titanic (1997) : Rose DeWitt Bukater
  - Holy Smoke (1999) : Ruth Barron
  - Quills, la plume et le sang (2000) : Madeleine « Maddy » LeClerc
  - La Vie de David Gale (2003) : Bitsey Bloom
  - Neverland (2004) : Sylvia Llewelyn Davies
  - Eternal Sunshine of the Spotless Mind (2005) : Clementine
  - The Holiday (2006) : Iris
  - Les Noces rebelles (2008) : April Wheeler
  - The Reader (2009) : Hannah Schmitz
  - My Movie Project (2013) : Beth
  - Last Days of Summer (2013) : Adele Wheeler
  - Les Jardins du roi (2014) : Sabine De Barra
  - Steve Jobs (2015) : Joanna Hoffman
  - Triple 9 (2016) : Irina Vlaslov
  - La Montagne entre nous (2017) : Alexandra Martin
  - Blackbird (2019) : Jennifer
  - Black Beauty (2020) : Black Beauty (voix)
  - Avatar : La Voie de l'eau (2022) : Ronal
- Sandra Bullock[1] dans (7 films) :
  - Deux drôles d'oiseaux (1993) : Elaine
  - Traque sur Internet (1995) : Angela Bennett
  - L'Amour à tout prix (1995) : Lucy Eleanor Moderatz
  - Pour l'amour de l'art (1996) : Roz
  - Mafia parano (2000) : Judy 1996Tipp
  - 28 Jours en sursis (2000) : Gwen Cummings
  - Prémonitions (2007) : Linda Quinn Hanson
- Eva Birthistle[1] dans (5 films) :
  - Just a Kiss (2004) : Roisin Hanlon
  - Daisy (2008) : Cat
  - Wake Wood (2011) : Louise
  - Christina Noble (2014) : sœur Laura
  - Brooklyn (2015) : Georgina
- Charlize Theron[1] dans (4 films) : 
  - L'Œuvre de Dieu, la part du Diable (1999) : Candy Kendall
  - The Yards (2000) : Erica Stoltz
  - Piège fatal (2000) : Ashley Mercer
  - Une chambre pour quatre (2002) : Candy Kirkendall
- Julie Benz[1] dans (4 films) :
  - Jawbreaker (1999) : Marcie Fox
  - Punisher : Zone de guerre (2008) : Angela Donatelli
  - Les Anges de Boston 2 (2009) : Eunice Bloom
  - Life on the Line (2015) : Carline
- Heather Graham[1] dans (4 films) :
  - Self Control (2003) : Kendra
  - Bobby (2006) : Angela
  - At Any Price (2012[n 1]) : Meredith Crown
  - The Last Son (2021) : Anna
- Penélope Cruz[1] dans (4 films) :
  - Étreintes brisées (2009) : Lena
  - Les Amants passagers (2013) : Jessica
  - Douleur et Gloire (2019) : Jacinta jeune
  - Madres paralelas (2021) : Janis
- Hope Davis dans :
  - Et plus si affinités (1998) : Erin
  - Le Secret de Joe Gould (2000) : Therese Mitchell
  - Asteroid City (2023) : Sandy Borden
- Chloë Sevigny dans :
  - Les Derniers Jours du disco (1998) : Alice Kinnon
  - Zodiac (2007) : Melanie
  - The Dead Don't Die (2019) : Minerva Morrison
- Salma Hayek[1] dans :
  - Frida (2002) : Frida Kahlo
  - Spy Kids 3 : Mission 3D (2003) : Cesca Giggles
  - Everly (2014) : Everly
- Connie Nielsen[1] dans :
  - Photo Obsession (2002) : Nina Yorkin
  - Brothers (2004) : Sarah
  - The Situation (2006) : Anna Molyneux
- Naomi Watts[1] dans :
  - The Assassination of Richard Nixon (2004) : Marie Byck
  - Funny Games U.S. (2007) : Ann
  - Birdman (2014) : Lesley
- Kelly Chen dans :
  - Infernal Affairs (2002) : Dr Lee Sum Yee
  - Infernal Affairs 3 (2003) : Dr Lee Sum Yee[n 2]
- Tracee Chimo dans :
  - Cinq ans de réflexion (2012) : Margaret
  - Private Life (2018) : Caroline
- Mireille Enos[1] dans :
  - Gangster Squad (2013) : Connie O'Mara
  - Si je reste (2014) : Kat Hall
- Kelly Macdonald dans :
  - Puzzle (2018) : Agnes
  - I Came By (2022) : Lizzie Nealey
- Laura Carmichael dans : 
  - Downton Abbey (2019) : Lady Edith Pelham
  - Downton Abbey 2 : Une nouvelle ère (2022) : Lady Edith Pelham
- 1994 : Ed Wood : Dolores Fuller (Sarah Jessica Parker)
- 1994 : Color of Night : Rose / Richie / Bonnie (Jane March)
- 1994 : Prêt-à-porter : Fiona Ulrich (Lili Taylor)
- 1994 : S.F.W. : Wendy Pfister (Reese Witherspoon[1])
- 1995 : Clueless : Cher Horowitz (Alicia Silverstone)
- 1995 : Moonlight et Valentino : Lucy Trager (Gwyneth Paltrow[1])
- 1995 : Showgirls : Nomi Malone (Elizabeth Berkley)
- 1995 : Le Patchwork de la vie : Em jeune (Joanna Going)
- 1996 : Race the Sun : Cindy Jonhson (Eliza Dushku[1])
- 1997 : Le Veilleur de nuit : Katherine (Patricia Arquette)
- 1997 : Starship Troopers : Carmen (Denise Richards)
- 1997 : Jackie Brown : Melanie (Bridget Fonda)
- 1997 : Anna Karénine : Kitty (Mia Kirshner)
- 1998 : Trois Anglaises en campagne : Agapanthus « Ag » (Rachel Weisz[1])
- 1998 : Phoenix : Veronica (Brittany Murphy[1])
- 1998 : La Girafe : Lena Katz (Maria Schrader)
- 2001 : Évolution : Nadine (Katharine Towne)
- 2002 : Crocodile 2 : Mia (Heidi Lenhart)
- 2002 : Full Frontal : Linda (Mary McCormack)
- 2003 : Love Actually : Stacey (Ivana Miličević) et la petite amie de Jamie (Sienna Guillory)
- 2005 : Moi, toi et tous les autres : Christine Jesperson (Miranda July[2])
- 2006 : Des serpents dans l'avion : Mercedes (Rachel Blanchard)
- 2006 : La Légende du scorpion noir : l'impératrice Wan (Zhang Ziyi)
- 2007 : Interview : Katya (Sienna Miller)
- 2008 : The Spirit : Dr Ellen Dolan (Sarah Paulson)
- 2008 : Be Happy : Poppy (Sally Hawkins)
- 2008 : La Ville fantôme : la chirurgienne de Pincus (Kristen Wiig)
- 2009 : La Nuit au musée 2 : Amelia Earhart (Amy Adams[3])
- 2009 : Mytho-Man : Shirley (Tina Fey)
- 2010 : Another Year : Katie, la petite amie de Joe, ergothérapeuthe (Karina Fernandez[4])
- 2010 : Au-delà : Jackie (Lyndsey Marshal)
- 2010 : The American : Mathilde (Thekla Reuten)
- 2010 : American Trip : Destiny (Carla Gallo)
- 2010 : Route Irish : Rachel (Andrea Lowe[5])
- 2011 : Jeux d'été : Paola (Monica Cervini)
- 2012 : Anna Karénine : la comtesse Nordston (Alexandra Roach)
- 2012 : Mystery : Sāng Qí / Sāng Hǎilán (Qiáo Xī[6])
- 2013 : Un été à Osage County : Karen Weston (Juliette Lewis)
- 2013 : Palo Alto : Janice (Greta Seacat)
- 2014 : A Most Violent Year : Anna Morales (Jessica Chastain)
- 2015 : Notre petite sœur : Sachi (Haruka Ayase)
- 2016 : Ave, César ! : Mme Mannix (Alison Pill)
- 2016 : Les Enquêtes du département V : Délivrance : Lisa (Signe Anastassia Mannov)
- 2017 : L'Échappée belle : Jane Spencer (Janel Moloney)
- 2017 : 6 Below: Miracle on the Mountain : Susan LeMarque (Mira Sorvino)
- 2018 : Mowgli : La Légende de la jungle : Nisha (Naomie Harris)
- 2018 : Au pays des habitudes : Helene (Edie Falco)
- 2019 : Le Bout du monde : Grace (Annabeth Gish)
- 2020 : Tous nos jours parfaits : Sheryl (Kelli O'Hara)
- 2020 : Pour l'amour de Sylvie : Lucy (Wendi McLendon-Covey)
- 2021 : Licorice Pizza : Maman Anita (Mary Elizabeth Ellis)
- 2021 : Captain Nova : Claire (Hannah van Lunteren)
- 2022 : Le jour où j'ai décidé de me prendre en main : Hanna (Katia Winter)

#### Films d'animation
- 1999[n 3] : Mes voisins les Yamada : voix additionnelles
- 2004 : Le Château ambulant : la mère de Sophie
- 2006 : Les Contes de Terremer : la 2e villageoise
- 2008 : Ponyo sur la falaise : Gran Mammare, divinité de la mer
- 2011 : La Colline aux coquelicots : Miki Hokuto

### Télévision

#### Téléfilms
- Julie Benz dans :
  - Une vie en danger (2009) : Michelle Estey
  - Romance millésimée (2009) : Johnny
  - Le Pire des mensonges (2013) : Zoey
  - Les Enfants maudits (2019) : Kitty Dennison
- 1988 : Le Bal de l'école : Angela Strull (Tracey Gold)
- 1993 : Wo das Herz zu Hause ist : Johanna Schneider (Deborah Kaufmann)
- 1996 : Coup de force : Michele Conner (Kathy Ireland)
- 1996 : Le père célibataire : Janice (Jeanne Mori)
- 1997 : Harcèlement mortel : Jennifer Cole (Lisa Rinna)
- 1997 : Le Scorpion (de) : Daria (Birge Schade)
- 1999 : Prise d'otage : Kristin Bauer (Fiona Coors)
- 2000 : Au septième ciel (de) : Maria Matuschek (Lisa Martinek)
- 2003 : Sous haute protection : Sylvia Chapman (Caroline Pegg)
- 2005 : Rencontre au sommet : Gina (Kelly Macdonald)
- 2006 : Histoire trouble : Julia Waters (Shauna Black)
- 2016 : Égarement coupable : Veronica Simon (Mira Sorvino)
- 2017 : Le Chalet de Noël : Callie (Crystal Lowe)
- 2019 : Quand ma fille dérape... : Renee (Kate Watson)
- 2019 : Une famille en cadeau : Regina (Lori Beth Sikes)

#### Séries télévisées
- Sandrine Holt dans (7 séries) :
  - Les Repentis (1996-1998) : Li Ann Tsei (23 épisodes)
  - Las Vegas (2005) : l'inspecteur Jenny Cho (3 épisodes)
  - 24 Heures chrono (2006) : Evelyn Martin (10 épisodes)
  - Runaway (2006) : Erin Baxter (5 épisodes)
  - The L Word (2007) : Catherine Rothberg (5 épisodes)
  - Phantom : Le Masque de l'ombre (2009) : Guran (mini-série en 2 épisodes)
  - Fear the Walking Dead (2015)  : Dr Bethany Exner (3 épisodes)
- Julie Benz dans (6 séries) : 
  - Dexter (2006-2011) : Rita Bennett (puis Morgan) (49 épisodes)
  - Desperate Housewives (2010) : Robin Gallagher (5 épisodes)
  - Royal Pains (2011) : Elyse (saison 3, épisode 6)
  - A Gifted Man (2011-2012) : Christina Holt (7 épisodes)
  - Hawaii 5-0 (2015-2017) : le lieutenant Abby Dunn (12 épisodes)
  - 9-1-1: Lone Star (2022) : Sadie Becker (4 épisodes)
- Amanda Abbington dans :
  - Mr Selfridge (2013-2016) : Miss Josie Mardle (36 épisodes)
  - Safe (2018) : Sophie Mason (8 épisodes)
  - Wolfe (2021) : Dot (6 épisodes)
- Kristen O'Meara dans :
  - Parenthood (2010) : Marjorie Williams (4 épisodes)
  - Esprits criminels (2012) : Jane Sissler (saison 8, épisode 11)
- Laura Carmichael dans :
  - Downton Abbey (2010-2015) : Lady Edith Crawley (52 épisodes)
  - The Secrets She Keeps (depuis 2020) : Agatha Fyfle (12 épisodes - en cours)
- 1988-1989 : Les Années collège : Caitlin/Caroline Ryan (Stacie Mistysyn) (2e voix)
- 1992-1995 : Amoureusement vôtre : Stephanie « Steffi » Brewster (Amelia Heinle) (378 épisodes)
- 1995 / 1999 : Diagnostic : Meurtre : Angela Pearson (Robin McKee) (saison 2, épisode 20) et l'inspecteur Taylor Lucas (Zoe McLellan) (saison 6, épisode 21)
- 1999 : Los Angeles Heat : l'officier Suzanne Stevens (Elena Sahagun) (6 épisodes)
- 1999 : Jours d'orage (de) : Modeste Domberg (Anna Böttcher) (mini-série, 2 épisodes)
- 1999-2000 : Ally McBeal : Sandy Hingle (Gina Philips) (10 épisodes)
- 2001-2002 : UC: Undercover : Carly (Angie Everhart) (5 épisodes)
- 2006 : Saved : Claire (Kirsten Alter) (6 épisodes)
- 2006-2007 : Ugly Betty : Sofia Reyes (Salma Hayek) (8 épisodes)
- 2010 : MI-5 : Maya Lahan (Laila Rouass) (7 épisodes)
- 2011-2012 : Skins : Shelley McGuinness (Clare Grogan) (3 épisodes)
- 2012 : Case Sensitive : Ruth Blacksmith (Eva Birthistle) (saison 2, épisodes 1 et 2)
- 2012 : Esprits criminels : Jane Sissler (Kristen O'Meara) (saison 8, épisode 11)
- 2013 : The Good Wife : Chrissy Quinn (Tracee Chimo) (saison 5, épisode 4)
- 2013-2015 : Sleepy Hollow : Katrina Crane (Katia Winter) (31 épisodes)
- 2013-2019 : Veep : Minna Häkkinen (Sally Phillips) (5 épisodes)
- 2014 : Fargo : Linda Park (Susan Park) (saison 1)
- 2014 : Inspecteur Lewis : Philippa Garwood (Andrea Lowe) (saison 8, épisodes 3 et 4)
- 2015 : Safe House : Susan Reynolds (Kelly Harrison) (4 épisodes)
- 2016 : Angie Tribeca : infirmière Barton (Melanie Hutsell) (saison 2, épisode 6)
- 2017 : Three Girls : Sara Rowbotham (Maxine Peake) (mini-série)
- 2017-2018 : Damnation : Connie Nunn (Melinda Page Hamilton) (8 épisodes)
- 2017-2020 : Dark : Hannah Kahnwald (Maja Schöne) (20 épisodes)
- 2018 : Empire : Céleste (Ryan Michelle Bathe) (3 épisodes)
- 2019 : Watchmen : Lady Trieu (Hong Chau) (4 épisodes)
- 2020 : L'Autre Côté : Begoña Sánchez (Ángela Vega) (13 épisodes)
- 2020 : Life (en) : Belle Stone (Victoria Hamilton) (mini-série)
- 2021 : Sermons de minuit : Bev Keane (Samantha Sloyan) (mini-série)
- 2021 : Kamikaze : Astrid (Charlotte Munck) (5 épisodes)
- 2021 : Mare of Easttown : Marianne « Mare » Sheehan (Kate Winslet) (mini-série)
- 2022 : Mammifères (en) : Lue (Sally Hawkins) (5 épisodes)
- 2022 : Forecasting Love and Weather : Mme Lee [Qui ?]
- 2024 : Before (en) : Dr Jane (Hope Davis) (mini-série)

#### Séries d'animation
- 1969-1971[n 4] : Les Attaquantes : Cathy, Johnny, Aline, Fanny Fontanelle, Isabelle (2e voix), Ingrid (2e voix), Patricia (voix de remplacement)
- 1973[n 5] : Jeu, set et match ! : Sophie Aretti
- 1981-1982[n 5] : Les Aventures de Claire et Tipoune : Anne
- 1983[n 5] : Olive et Tom : Sandy Winter, Tippy, Allan Crocker, Ted Carter, Jason Derrick, Suzie Spencer et Evelyne Davidson (voix principale)
- 1986[n 6] : But pour Rudy : Rudy Masten et Laurie
- 1987[n 6] : Sous le signe des Mousquetaires : Aramis et Marthe
- 1989-1990 : Magie bleue : Magic
- 1997 : Blake et Mortimer : Virginia Campbell (création de voix, 13 épisodes)
- 2012 : Le Petit Prince : Elma (création de voix - saison 1, épisode 40 : La Planète d'Ashkabaar)
- 2018 : Captain Tsubasa : voix additionnelles(saison 1)
- 2025 : Le Roi loup (en) : Tilly Ferran[n 7]

### Jeux vidéo
- 2013 : Dishonored : La Lame de Dunwall : Thalia Timsh
- 2015 : Heroes of the Storm : Lunara
- 2015 : Fallout 4 : Nora

### Direction artistique
Anneliese Fromont est également directrice artistique de versions françaises.
Note : Les dates en italique indiquent que la version française dirigée par Anneliese Fromont est un redoublage ou un doublage tardif.
Films
- 1961 : Blanche-Neige et les 3 Stooges
- 2002 : Séduction en mode mineur
- 2002 : Dark Water
- 2003 : L'Été où j'ai grandi
- 2003 : Hôtesse à tout prix
- 2004 : Dirty Dancing 2
- 2007 : Une fiancée pas comme les autres
- 2009 : Mother
- 2009 : Halloween 2
- 2021 : Le Tigre blanc
- 2025 : L'Amour dans l'objectif (en)

Téléfilms
- 2012 : À la recherche de Madame Noël
- 2015 : Bad Sister
- 2016 : Cher journal, aujourd'hui je vais être tuée
- 2018 : Simone Biles : Les Sacrifices d'une championne
- 2019 : Coup de foudre et chocolat
- 2019 : Un enfant kidnappé chez les Amish

Séries télévisées
- 1983[n 8] : Fraggle Rock (saison 1)
- 2002-2005 : Mes plus belles années
- 2006-2008 : Las Vegas (saisons 4 et 5)
- 2015-2016 : The Kicks
- 2018 : When Heroes Fly (avec Isabelle Brannens)
- 2019 : Kidnapping
- 2019 : Un espion très recherché[n 9] (mini-série)
- depuis 2019 : For All Mankind (avec Isabelle Brannens)
- 2020 : Queen Sono
- 2020-2023 : Ragnarök
- 2021 : Sins of the City (en)
- 2021 : Landscapers (en) (mini-série)
- 2022 : Alger confidentiel (mini-série)
- 2022 : The Essex Serpent (mini-série)
- 2022 : La Disparue de Lørenskog (mini-série)
- depuis 2022 : Fraggle Rock, l'aventure continue (en)
- depuis 2022 : From
- 2023 : The Buccaneers (avec Isabelle Brannens)

Séries d'animation
- 2020-2023 : Eau-Paisible

## Voix off
- Kate Winslet dans :
  - American Express (2005) (publicité)
  - En pleine nature avec Bear Grylls (2015) : elle-même (téléréalité)